# Daviesia incrassata
Daviesia incrassata är en ärtväxtart som beskrevs av James Edward Smith. Daviesia incrassata ingår i släktet Daviesia, och familjen ärtväxter. Inga underarter finns listade i Catalogue of Life.